# Walter Stählin

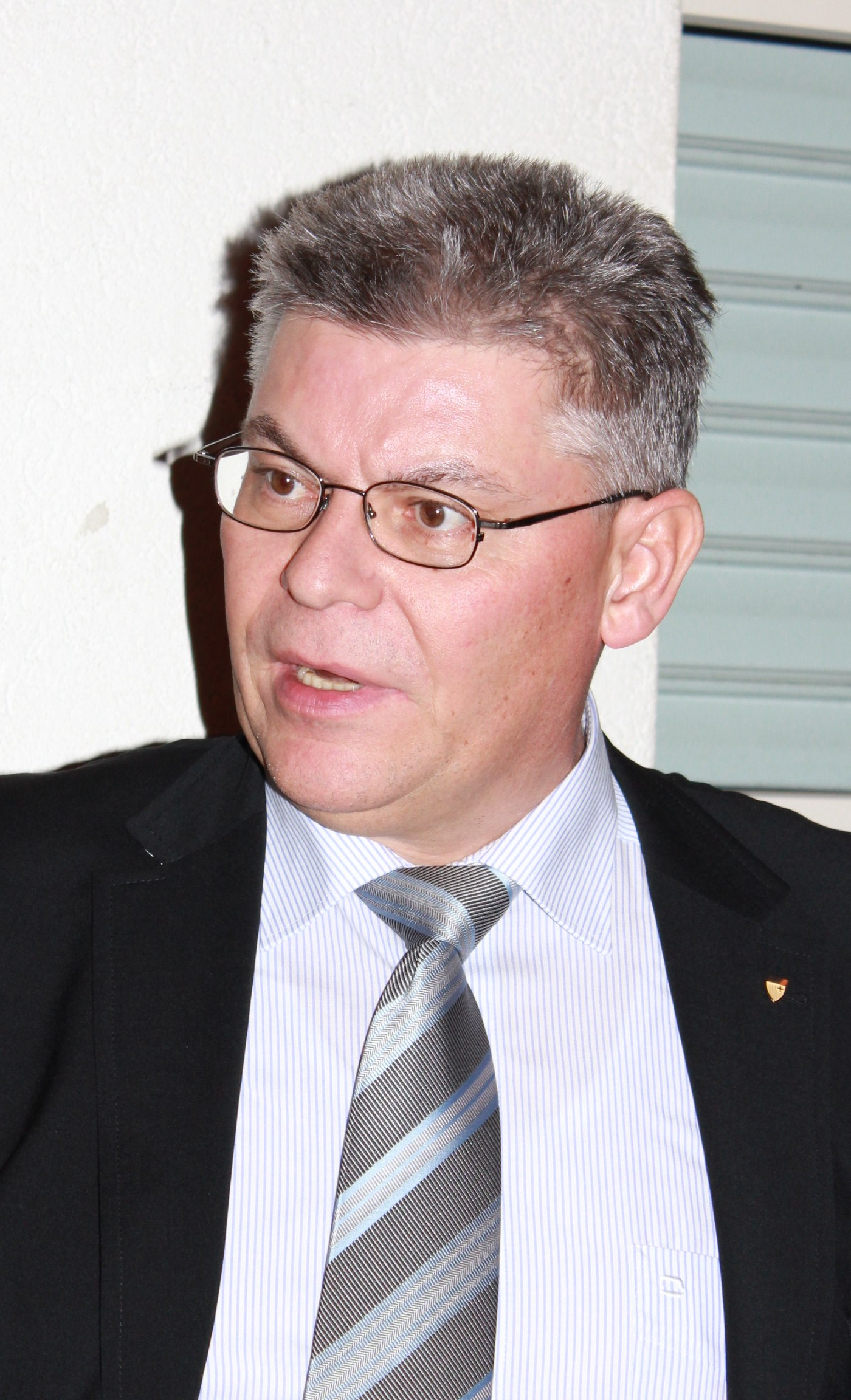
Walter Stählin

Walter Stählin (* 29. Juni 1956, heimatberechtigt in Lachen) ist ein Schweizer Unternehmer und Politiker (SVP).
Der gelernte Lastwagenmechaniker gründete 1984 die Stählin Nutzfahrzeuge AG in Lachen. Von 1992 bis 2000 präsidierte er den Autogewerbeverband des Kantons Schwyz.
Von 1988 bis 1998 war Stählin im Kantonsrat von Schwyz. Von 1994 bis 2002 amtierte er als Gemeinderat und Schulpräsident von Lachen. Ab dem 1. Juli 2004 war er im Regierungsrat des Kantons Schwyz und leitete dort das Erziehungsdepartement, das ab dem 1. Juli 2008 zum Bildungsdepartement umbenannt wurde.
Im Sommer 2015 gab Stählin seinen Rücktritt aus dem Schwyzer Regierungsrat bekannt.